# 加沙战争伤亡
| 時間                     | 死亡   | 平民 | 平民  | 兒童   | 兒童   |
| 時間                     | 死亡   | 總計 | %     | 總計   | %      |
| ------------------------ | ------ | ---- | ----- | ------ | ------ |
| 2023年哈瑪斯襲擊以色列   | 1,195  | 815  | 68.2% | 36     | 3.2%   |
| 以色列入侵加沙地带       | 53,655 |      | ~80%  | 15,613 | 31%    |
| 以色列對約旦河西岸的襲擊 | 600    |      |       | 102    | 18.37% |

根据联合国人道主义事务协调厅（OCHA）的统计，自2023年10月7日开战以来，至2025年6月11日，以哈战争至今已造成巴勒斯坦地区55,104多人死亡，127,394多人受伤。以色列方面有超过1200人死亡，5,400多人受伤 。
截至2024年7月29日，有至少111名记者和新闻工作者遇难，另有超过224名人道主义援助工作者死亡。

## 巴勒斯坦地区

#### 加沙地带
2023年10月8日，据报道，在加沙汗尤尼斯附近的沙博拉（Shabora）的一座居民楼遭到袭击，至少有十名平民丧生。据称，哈马斯领导人艾曼·尤尼斯在一次炮击中丧生。10月9日，19人在以色列对拉法市的空袭中丧生，其中包括当地武装组织领导人。据报道，至少有50人在以色列对贾巴利耶难民营的空袭中丧生。10月10日，哈马斯国家关系办公室主任扎卡里亚·阿布·穆阿迈尔据称在以色列对汗尤尼斯的空袭中身亡。以色列国防军确认，他们通过一次无人机袭击击毙了哈马斯经济部长贾瓦德·阿布·沙马拉。
10月14日，巴勒斯坦自治區衛生部指出，自哈瑪斯越界攻擊以色列並遭以色列回擊空襲加沙以來，已造成當地至少1900人喪生，包括614名兒童在內。
10月16日，加沙當局表示，戰鬥爆發以來，有2670位巴勒斯坦人喪生、9600人受傷。约旦河西岸地区56人死亡，1173人受伤；以色列1300人死亡，3621人受伤；另造成联合国近东救济处工作人员14人死亡。 联合国表示，自從哈瑪斯集團上週7日發動攻擊以來，有199人遭挾為人質。冲突共造成约旦河西岸地区58人死亡，1176人受伤；以色列1300人死亡。
2023年10月30日，加沙卫生部报告称，至少有7,000名巴勒斯坦人和50多名聯合國近東巴勒斯坦難民救濟和工程處工作人员死亡。

#### 约旦河西岸
在約旦河西岸地區，衝突期間的相關暴力事件造成61名巴勒斯坦人死亡，至少300人受傷。 衝突爆發時，數千名加薩工人在以色列。 截至10月16日，其中一些人被拘留在西岸的一個“拘留所”，而其他人則在西岸的巴勒斯坦社區尋求庇護。巴勒斯坦權力機構勞工部長估計有4,500名工人下落不明，以色列媒體 N12 報告稱，有4,000名加薩人被關押在以色列拘留設施中。 巴勒斯坦囚犯協會表示，自10月7日以來，以色列軍隊已逮捕了超過1,450名西岸巴勒斯坦人。 10月29日，30個以色列人權組織討論了西岸定居者的暴力行為，要求國際社會“緊急採取行動”結束這種暴力行為。 10月30日，德國政府呼籲以色列保護約旦河西岸的巴勒斯坦人。 10月31日，歐盟首席外交官博雷利“強烈譴責”定居者對約旦河西岸的襲擊。美国驻联合国大使托马斯-格林菲尔德表示美國“深感關切”，並譴責在約旦河西岸殺害巴勒斯坦人的行為。

## 以色列
自10月7日以來，約有1,400名以色列人和外國人被殺，其中包括500名以色列國防軍士兵、10名辛貝特特工和59名警察，以及至少5,431人受傷。傷亡人員還包括約70名死亡或失蹤的阿拉伯裔以色列公民，其中許多是內蓋夫貝都因人。
France 24报道，根据以色列官方机构Bituah Leumi最新公布的数据，10月7日的袭击导致了695名以色列平民、373名以色列军警和71名外籍或以色列双重国籍平民死亡。该数据是将先前无法辨认的哈马斯武装分子遗骸排除后得到。
根据以色列外交部公布的最新数据，截至2024年11月3日，有365名以色列军人在加沙地带的地面行动中丧生。
截至9月15日，以色列取回了37名2023年10月7日或之前被劫持到加沙地带的以色列平民尸体（不计算在10月7日袭击伤亡中）。

### 以色列军方
根據以色列國防部復健部門統計，每月約有 1,000 名士兵傷亡。
2024年8月14日，以色列國防部預測，到2030年，以色列國防軍將有10萬名因戰爭而殘疾的退伍軍人。

#### 阵亡
国防军569人（批准发布），其中校官44人（5名上校、9名中校、29名少校）、尉官84人（39名上尉、42名中尉、6名少尉、4名准尉）、士官236人、列兵12人。
- 上校5名：第877犹太和撒马利亚师（西岸師）（英语：Judea and Samaria Division）預備役軍官莱恩·巴爾上校[36]、第143加薩師（英语：Gaza Division）下属第6643「卡蒂夫」領土旅（南加沙旅）旅长阿萨夫·哈米上校（尸体被巴勒斯坦人带回加沙）、第1戈蘭尼步兵旅旅长伊扎克·本·巴萨特上校、第933納哈爾步兵旅旅长約納坦·斯坦伯格上校。[37]
- 中校9名：“纳哈尔旅”下属第934“加德萨尔·纳哈尔”侦察营（英语：Gadsar Nahal）营长尤纳坦·楚尔中校、第91“加利利”领土步兵师（英语：91st Division (Israel)）下屬第300「巴拉姆」领土步兵旅（希伯來語：עוצבת ברעם）副旅长阿利姆·阿卜杜拉（英语：Alim Abdallah）中校[38]、第481“特库什”通讯营营长萨哈尔·锡安·马赫洛夫中校、第143加薩師（英语：Gaza Division）下属第6643「卡蒂夫」領土旅（南加沙旅）第 630 营营长纳撒尼尔·雅科夫·阿尔科比中校、第188装甲旅（英语：188th Armored Brigade）第53营营长萨尔曼·哈巴卡中校、第1戈蘭尼步兵旅第13营营长托默·格林伯格中校、第98傘兵师（英语：98th Paratroopers Division）侦察搜寻部队指挥官尤柴·古尔·赫什伯格中校、南方司令部 后勤处处长梅丹·以色列中校。
- 少校：第33獰貓營（英语：Caracal Battalion）副营長亚伯拉罕·霍夫拉什维利少校、第401装甲旅（英语：401st Brigade）外科医疗连连长亚尔·佐洛夫少校、吉瓦提步兵旅侦察连连长耶胡达·纳坦·科恩少校、利奥尔·阿尔齐少校、8111营训练罗曼·布朗施泰因少校、第551火之箭（預備役）傘兵旅第697营某连连长摩西·耶迪迪亚·莱特少校、第35「傘兵」旅（英语：Paratroopers Brigade）第202营副营长大卫·纳蒂·阿尔法西少校、
  - 追晋少校：第143加薩師（英语：Gaza Division）下属第6643「卡蒂夫」領土旅（南加沙旅）第 630 营某连代理连长亚伊尔·科恩上尉、第35傘兵旅第101「眼鏡蛇」营某连连长贾马尔·阿巴斯上尉、第8159炮兵营的军官陈亚哈洛姆上尉、第1戈蘭尼步兵旅第13营某连连长罗伊·梅尔达西上尉、同旅第51营某连连长莫什·阿夫拉姆·巴昂上尉、第35「傘兵」旅（英语：Paratroopers Brigade）第202营某连连长伊莱·利维上尉、吉瓦提步兵旅第432“扎巴尔”营某连连长耶夫塔·沙哈尔上尉。
- 上尉：第877犹太和撒马利亚师（英语：Judea and Samaria Division）第7037营副营長雅科夫·内德林上尉（友军误杀）、吉瓦提步兵旅巡逻队战斗军官阿农·摩西·亚伯拉罕·本韦尼斯蒂·瓦斯皮上尉、第424营某连副连长耶迪迪亚·阿舍·列夫上尉、8111营某排排长埃利亚·亚诺夫斯基上尉、第12内盖夫旅（英语：Negev Brigade）第9217营某连副连长奥姆里·优素福·大卫上尉、第401装甲旅（英语：401st Brigade）第52「哈博克姆/突破者」营某排排长科菲尔·伊特扎克·弗兰克上尉、第35傘兵旅第202「毒蛇」营某连副连长什洛莫·本·努恩上尉。
  - 追晋上尉：第1戈蘭尼步兵旅第51营某排排长利尔·哈约中尉、第401装甲旅（英语：401st Brigade）第52「哈博克姆/突破者」营某排排长艾登·普罗维索尔中尉、第601“阿薩夫”营某排排长阿萨夫·马斯特中尉、第188装甲旅（英语：188th Armored Brigade）第53营某连副连长亚哈尔·加齐特中尉、军官埃坦·菲什中尉、第460装甲旅（英语：460th Brigade）某连连长贝尼·韦斯中尉、第35「傘兵」旅（英语：Paratroopers Brigade）第202营某排排长埃亚尔·梅巴鲁克·托伊托中尉、吉瓦提步兵旅第432“扎巴尔”营某排排长伊泰·赛义夫中尉。
- 中尉：第7装甲旅（英语：7th Armored Brigade (Israel)）下屬第75「羅馬赫」/「長矛」裝甲營指揮官阿米泰·加诺特中尉、耶路撒冷旅（英语：Etzioni Brigade）第7007步兵营某连连长尤瓦尔·齐尔伯中尉、以法莲旅（希伯來語：חטיבת אפרים）第9221预备营某排排长埃尔哈南·克莱因中尉、预备役毛尔·里菲尔·沙龙中尉、吉瓦提步兵旅第424营阿迪尔·葡萄牙中尉、同旅第424营某连副连长亚龙·埃利泽·奇蒂兹中尉。
- 少尉：吉瓦提步兵旅第424营佩达亚·马克少尉、后方司令部（英语：Home Front Command）的连长和排长各一人。
- 特種部队：
  - Tier 1：多域战特遣队第888「幽灵」旅（英语：Multidimensional Unit (IDF)）旅长羅伊·萊維（英语：Roi Levy）上校[39]、第707反恐部隊（英语：LOTAR）指挥官伊萊·金斯伯格（英语：Eli Ginsberg）中校[40]、總參謀部偵察部隊两名指挥官阿米尔·斯库里少校和阿里尔·本·摩西少校、空军第669特种救援部队（英语：Unit 669）排长本·谢利少校、第5101翠鸟特种部队（英语：Shaldag Unit）伊多·耶霍舒亚少校（רס״ן עידו יהושע）、希拉·科恩中尉（סגן שילה כהן）、罗姆·什洛米中尉（סגן רום שלומי）。
  - Tier 2：精銳輕步兵第89突击队旅（英语：Oz Brigade）伊萨查尔·纳坦少校、下属的第217“樱桃”杜夫德万秘密反恐部队侦察营（英语：Duvdevan Unit）（以色列國防軍中部司令部（英语：Central Command (Israel)）直属远程侦察搜索部队）营长奥尔·约瑟夫少校、欧姆里·米凯利少校（רס"ן (מיל') עמרי מיכאלי）、约瑟夫·兰上尉（סרן אור יוסף רן）、第212“圣鹮”马格兰特种侦察部队（英语：Maglan）副指挥官陈·博克里斯少校（רס"ן חן בוכריס）、伊夫塔·亚维兹中尉（סגן יפתח יעבץ）、伊多·罗森塔尔准尉（רס״ב עידו רוזנטל）。

- 警察部队59人，其中2名总警司、8名指挥官，包括警察部队指挥官维塔利·卡尔西克少校、拉哈特警察局局長賈亞爾·戴維多夫（英语：Jayar Davidov）總警司[41]、中央特种部队（YAMAM）首席督察亚伯拉罕·亨金、阿维·扎伊登 (Avi Zaydon)督察 、以色列邊境警察副司令佩莱德准將、巡逻部队指挥官莫尔·沙库里少校、阿夫沙洛姆·亚尔·佩雷茨少校、埃里兰·阿伯吉尔少校、以色列执法行动协调总局（專門負責监视和监控巴勒斯坦人的部队）Martin Kuzmitzak中尉、奥沙莱姆·亚伊尔·佩雷斯上尉、Yoray Eliyahu Cohen少将。
- 以色列國家安全局10人。

#### 被俘
- 中央特种部队（YAMAM）指挥官谢霍夫·索拉姆。
- 包括22架梅卡瓦IV（當中4架已啟動戰利品主動防禦系統）、一架载有约50名伞兵的CH-53“海种马”被擊毀，並被繳獲至少5輛梅卡瓦坦克。

## 记者伤亡
2023年10月13日，以色列向黎巴嫩邊境发动空襲，砲擊了邊境的一個黎巴嫩陆军觀察哨，路透社一名攝影記者伊萨姆·阿卜杜拉被以军炮火炸死，另有半島電視台、路透社和法新社各2人，共6名記者受傷。

## 外籍公民伤亡
尼泊尔驻以色列大使Kanta Rijal表示，至少7名尼泊尔公民在哈马斯的进攻中受伤，另有10人被哈马斯关押在位于Alumim的一处农庄中。尼泊尔大使馆随后确认，共有10名尼泊尔学生在发生于Kibbutz Alumim的袭击事件中丧生。
以色列媒体报道称，有数名来自泰国和菲律宾的移民劳工遭到巴勒斯坦激进分子俘虏。泰国外交部证实，共有十八名公民在巴勒斯坦的袭击中丧生，另有八人受伤，十一人被武装分子绑架。菲律宾大使馆证实，有两名菲律宾人在袭击中受伤，另有两人死亡。共有二十六名为哈马斯所绑架的菲律宾人被以色列国防军解救，另有三人下落不明。一名德国-以色列双重国籍公民在参与雷姆音乐节时遇袭丧生。互联网随后流出了一段巴勒斯坦人将其半裸游街示众的影片，其信用卡也在加沙被盗刷。另有数名德国公民被证实遭遇绑架。至少十七名英国公民被报告死亡或者失踪，其中一人在当天出席了音乐节。
八名法国人、两名乌克兰人、一名柬埔寨学生和一名智利女性被确认死于哈马斯袭击。美国国务院称至少二十二名美国公民在袭击中丧生，另有数名美国公民被哈马斯绑架至加沙地带成为人质以及至少二十名美国公民失踪。墨西哥外交部长报告称，推测有两名墨西哥公民被哈马斯劫为人质。另有报告称三名巴西公民被报告失踪。一名印度护理人员在亚实基伦被火箭弹击伤。西班牙外交部长何塞·曼努埃尔·阿尔巴雷斯称，有两名西班牙人遭遇袭击，但并未说明其详细情况。俄罗斯驻以色列大使馆证实，四名俄罗斯公民在袭击中丧生，另有六名俄罗斯公民失踪。加拿大政府称有一名加拿大公民丧生，另有三名加拿大公民失踪。巴拉圭政府报告称一对巴拉圭夫妇在袭击中丧生，另有两名巴拉圭公民失踪。一名爱尔兰籍音乐节与会者被报告失踪。秘鲁外交部确认有一名秘鲁-以色列双国籍士兵在前线阵亡，另有三人失踪。一对参加了音乐节的哥伦比亚夫妇被报告失踪。联合国近东巴勒斯坦难民救济和工程处（近东救济工程处）发布消息表示，自7日以来，该机构已有99名工作人员被以色列军队对加沙地带的空袭杀害。中国外交部称有4名中国公民死亡，另有2人失联，6人受伤。
| 国家     | 死亡人数 | 受伤人数 | 被劫持人数 | 失踪人数 | 参考来源             | 备注                                                     |
| -------- | -------- | -------- | ---------- | -------- | -------------------- | -------------------------------------------------------- |
| 法國     | 35       | 0        | 0          | 8        | [ 69 ]               |                                                          |
| 泰國     | 32       | 23       | 0          | 0        | [ 70 ] [ 71 ] [ 72 ] |                                                          |
| 美国     | 32       | 0        | 0          | 13       | [ 70 ] [ 73 ]        |                                                          |
| 乌克兰   | 23       | 9        | 0          | 8        | [ 74 ]               |                                                          |
| 俄羅斯   | 19       | 2        | 7          | 8        | [ 75 ]               |                                                          |
| 尼泊尔   | 10       | 10       | 17         | 1        |                      |                                                          |
| 葡萄牙   | 9        | 1        | 0          | 2        | [ 76 ] [ 77 ]        | 其中9名死者和2名失踪者为葡萄牙-以色列双重国籍。          |
| 英国     | 9        | 0        | 0          | 7        | [ 78 ] [ 79 ]        |                                                          |
| 阿根廷   | 9        | 0        | 0          | 20       | [ 80 ]               |                                                          |
| 衣索比亞 | 7        | 0        | 0          | 0        | [ 81 ]               | 其中5名死者疑似系埃塞俄比亚-以色列双重国籍的以军士兵。   |
|          | 7        | 0        | 0          | 0        | [ 82 ]               | 其中4名死者为阿塞拜疆-以色列双重国籍。                   |
| 加拿大   | 6        | 0        | 0          | 2        | [ 69 ]               | 其中1名死者为加拿大-以色列双重国籍。                     |
| 智利     | 4        | 0        | 1          | 0        | [ 83 ]               |                                                          |
| 羅馬尼亞 | 4        | 0        | 0          | 3        | [ 84 ]               | 其中4名死者为罗马尼亚-以色列双重国籍，包括一名以军士兵。 |
| 白俄羅斯 | 4        | 0        | 0          | 1        | [ 85 ]               | 其中1名死者为白俄罗斯-以色列双重国籍。                   |
| 中国大陆 | 4        | 6        | 0          | 2        | [ 86 ] [ 87 ]        |                                                          |
| 奥地利   | 3        | 0        | 0          | 2        | [ 88 ] [ 89 ]        | 其中3名死者为奥地利-以色列双重国籍。                     |
| 土耳其   | 3        | 0        | 0          | 0        | [ 90 ]               | 其中1名死者为土耳其-以色列双重国籍。                     |
| 巴西     | 3        | 0        | 0          | 0        | [ 91 ] [ 92 ]        | 其中2名死者和1名失踪者为巴西-以色列双重国籍。            |
| 菲律賓   | 2        | 2        | 2          | 3        | [ 93 ]               |                                                          |
| 秘魯     | 2        | 0        | 0          | 3        | [ 94 ] [ 95 ]        | 其中1名死者系秘鲁-以色列双重国籍的以军士兵。             |
| 巴拉圭   | 2        | 0        | 0          | 2        | [ 96 ]               |                                                          |
| 哥伦比亚 | 2        | 0        | 0          | 0        | [ 97 ]               | 其中2名死者为哥伦比亚-以色列双重国籍。                   |
| 叙利亚   | 2        | 0        | 0          | 0        | [ 98 ]               |                                                          |
| 黎巴嫩   | 2        | 0        | 0          | 0        | [ 99 ]               |                                                          |
| 南非     | 2        | 0        | 0          | 0        | [ 100 ]              |                                                          |
| 德国     | 1        | 0        | 5          | 0        | [ 101 ]              | 其中1名死者为德国-以色列双重国籍。                       |
| 斯里蘭卡 | 1        | 0        | 2          | 2        | [ 102 ] [ 103 ]      |                                                          |
| 義大利   | 1        | 0        | 0          | 2        | [ 104 ] [ 69 ]       | 其中1名死者为意大利-以色列双重国籍。                     |
| 西班牙   | 1        | 0        | 0          | 0        | [ 105 ]              | 其中1名死者系西班牙-以色列双重国籍的以军士兵。           |
| 瑞士     | 1        | 0        | 0          | 0        | [ 106 ]              | 其中1名死者为瑞士-爱尔兰双重国籍。                       |
| 爱沙尼亚 | 1        | 0        | 0          | 0        | [ 77 ] [ 107 ]       | 其中1名死者为爱沙尼亚-以色列双重国籍。                   |
| 拉脫維亞 | 1        | 0        | 0          | 0        | [ 108 ]              | 其中1名死者为拉脱维亚-以色列双重国籍。                   |
| 立陶宛   | 1        | 0        | 0          | 0        | [ 109 ]              | 其中1名死者系立陶宛-以色列双重国籍的以军士兵。           |
| 愛爾蘭   | 1        | 0        | 0          | 0        | [ 110 ]              | 其中1名死者为爱尔兰-以色列双重国籍。                     |
| 柬埔寨   | 1        | 0        | 0          | 0        | [ 96 ]               |                                                          |
|          | 1        | 0        | 0          | 0        | [ 111 ]              |                                                          |
|          | 1        | 0        | 0          | 0        | [ 112 ]              |                                                          |
| 芬兰     | 0        | 0        | 1          | 0        | [ 113 ]              |                                                          |
| 印度     | 0        | 1        | 0          | 0        | [ 114 ]              |                                                          |
| 墨西哥   | 0        | 1        | 2          | 0        | [ 115 ]              |                                                          |
| 丹麦     | 0        | 0        | 1          | 0        | [ 116 ] [ 117 ]      |                                                          |
| 坦桑尼亚 | 0        | 0        | 0          | 2        | [ 118 ]              |                                                          |
| 塞爾維亞 | 0        | 0        | 1          | 0        | [ 119 ]              | 其中1名被绑架者为塞尔维亚-以色列双重国籍。               |